# Kulturzentrum Perchtoldsdorf

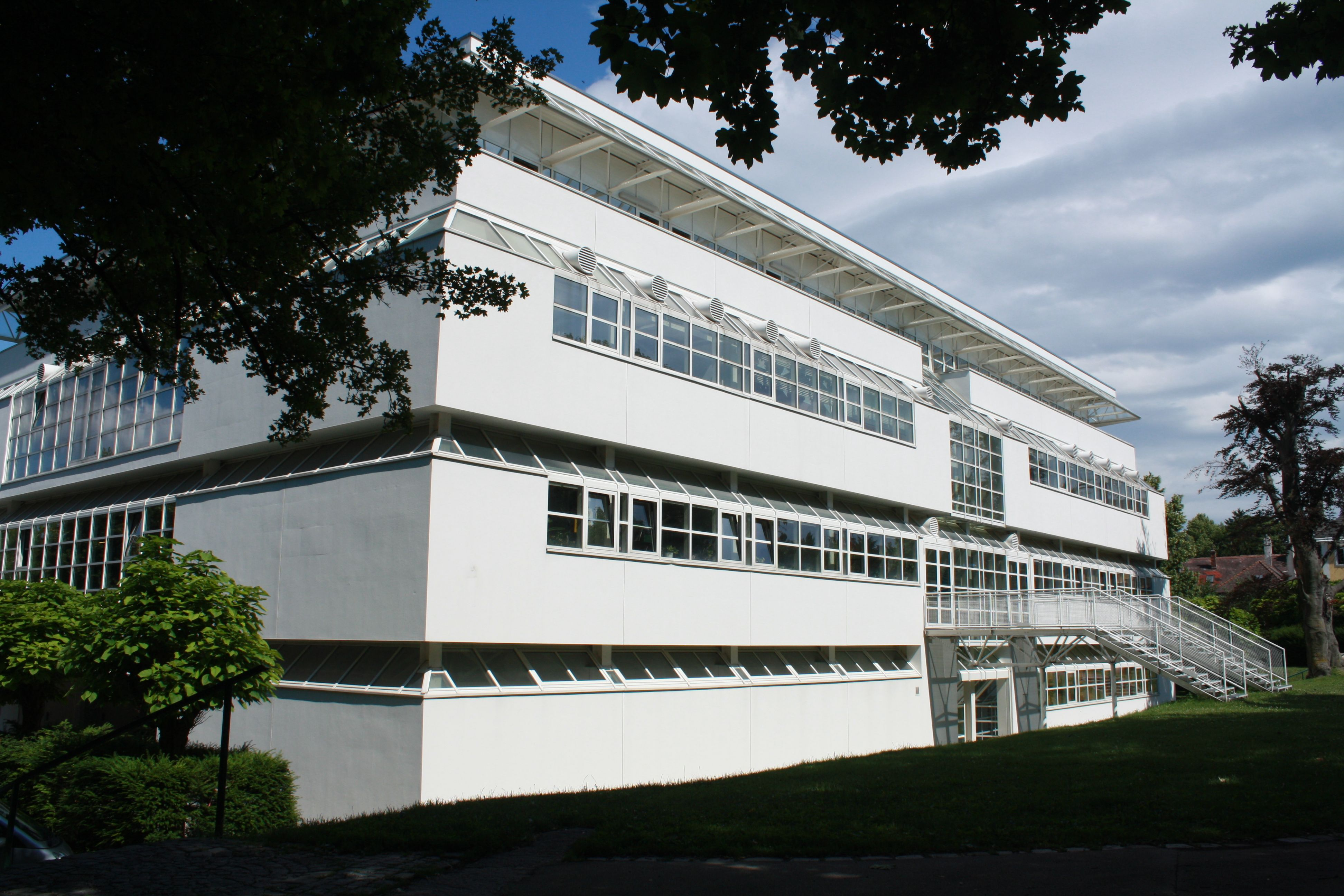
Kulturzentrum Perchtoldsdorf

Das Kulturzentrum Perchtoldsdorf steht in der Beatrixgasse 7 in der Marktgemeinde Perchtoldsdorf im Bezirk Mödling in Niederösterreich.

## Geschichte
Der großräumige Gebäudekomplex wurde von 1974 bis 1976 nach den Plänen des Architekten Stefan Bukovac als Kultur- und Bildungszentrum auf dem Gelände des ehemaligen Bades im Zellpark errichtet. Das Gebäude diente 1976 als Starthaus für die Gründung des Bundesgymnasium und Bundesrealgymnasium Perchtoldsdorf.

## Auszeichnungen
- Österreichischer Bauherrenpreis 1979